# Кадаверин
Кадавери́н (от лат. cadaver — труп), α,ε-пентаметилендиами́н — химическое соединение, диамин, имеющее формулу NH2(CH2)5NH2.

## Свойства
Бесцветная жидкость с плотностью 0,870 г/см3 и tкип 178—179 °C. Кадаверин легко растворим в воде и спирте, даёт хорошо кристаллизующиеся соли. Замерзает при +9 °C. Имеет очень сильный трупный запах.

## Биохимия кадаверина
Кадаверин содержится в продуктах гнилостного распада белков; образуется из лизина при его ферментативном декарбоксилировании. Ранее[когда?] кадаверин относили к так называемым трупным ядам (птомаинам), однако ядовитость кадаверина относительно невелика. В свободной форме он присутствует как в разлагающейся биомассе животных и растительных организмов, так и в живых растениях.

## Получение
Искусственно кадаверин можно получать из триметиленцианида.